# Stanisław Bełżyński
Stanisław Bełżyński pseudonim „Kret”,  (ur. 16 czerwca 1911 roku w Warszawie, zm. 18 maja 1944 w Rozwadowie) – magister filologii, podchorąży rezerwy Wojska Polskiego, Oficer Dywersji Armii Krajowej - dowódca Kedywu Obwodu „Niwa” (Nisko -Stalowa Wola) Nisko – Stalowa Wola.

## Życiorys
Absolwent filozofii na Uniwersytecie Warszawskim. W latach 1937–1939 był asystentem prof. Floriana Znanieckiego w warszawskim Instytucie Badań Społecznych, z którym miał wyjechać do Stanów Zjednoczonych.
Uczestniczył w wojnie obronnej 1939 jako podchorąży 70 pułku piechoty. Udało mu się uniknąć niewoli i po kapitulacji powrócił do rodziny do Poznania, skąd jednakże pod koniec 1939 roku został wysiedlony i zamieszkał w majątku Maksymiliana Francke w Nisku.
18 maja 1940 został przez Niemców aresztowany i osadzony w więzieniu w Tarnowie, pierwszym transportem więźniów trafił do Auschwitz-Birkenau z numerem obozowym 581. Dzięki staraniom matki, powołującej się na zasługi swego męża lekarza - dyrektora szpitala, któremu zawdzięczało życie i zdrowie wielu niemieckich żołnierzy w okresie I wojny światowej, został zwolniony z obozu 24 listopada 1941 roku.
6 grudnia 1943 podjął pracę w Zakładach Południowych w Stalowej Woli, jednocześnie angażując się w walkę konspiracyjną i tajne nauczanie, przyjmując pseudonim „Kret”. Wobec choroby bezpośredniego przełożonego, dowódcy Kedywu Obwodu AK „Niwa” przejął jego obowiązki i w grudniu 1943 roku przerwał pracę, w pełni poświęcając się działalności partyzanckiej i konspiracyjnej. Uczestniczył w akcjach zbrojnych w Rozwadowie, Leżajsku i Stalowej Woli.
8 grudnia 1943 grupa bojowa Kedywu AK z Rozwadowa (dziś dzielnicy Stalowej Woli) w składzie: Stanisław Bełżyński ps. Kret, Mieczysław Potyrański ps. „Poraj”, Jerzy Filip ps. „Biga” i Jan Orzeł ps. „Kmicic” dokonała odbicia z rąk niemieckich zastępcy komendanta obwodu 
„Niwa” AK Ryszarda Śliżyńskiego ps. „Skowron” i Teresy Wysockiej (kuzynki S. Bełżyńskiego) – łączniczki stalowowolskiej AK. Na budynku Publicznej Szkoły Podstawowej nr 1 im. Wacława Górskiego w Stalowej Woli, gdzie od 1941 mieścił się szpital i gdzie miała miejsce wspomniana akcja, w 55 rocznicę tego wydarzenia odsłonięto tablicę pamiątkową.
W marcu 1944 uczestniczył w przygotowaniach do odbicia z Gestapo w Stalowej Woli aresztowanego komendanta Obwodu AK „Niwa”  - Kazimierza Pilata ps. „Zaremba”.
W zbiorach Muzeum Wojska Polskiego znajduje się pistolet P08 Parabellum według opisu zdobyty w 1942 przez Stanisława Bełżyńskiego „Kreta”, szefa dywersji Obwodu Armii Krajowej. Podczas akcji zginęło wówczas dwóch niemieckich żandarmów. Z broni tej „Kret” zastrzelił potem podobno 30 Niemców.
Zginął 18 maja 1944 roku zastrzelony przez Niemców na stacji kolejowej w Rozwadowie, w czasie próby przebicia się z okrążonej przez Gestapo placówki rozwadowskiego Kedywu Armii Krajowej która mieściła się w kamienicy przy ul. Strzeleckiej 24 w tzw. rozwadowskiej „Górce” (jego stanowisko - dowódcy Kedywu - przejął Tadeusz Socha „Brzoza”. Po wyzwoleniu, w połowie sierpnia 1944 jego zwłoki ekshumowano i po uroczystym pogrzebie przeniesiono do mauzoleum na cmentarzu komunalnym w Stalowej Woli. Ulicę w Rozwadowie - obecnie dzielnicy Stalowej Woli - gdzie znajdowała się rozwadowska „Górka” - nazwano ulicą Stanisława Bełżyńskiego.
Żonaty, żona Krystyna Bełżyńska, również żołnierz AK, poległa w powstaniu warszawskim; dwie córki zostały wychowane przez matkę Krystyny.
Rozkazem Komendanta Okręgu Kraków z 3 maja 1944 został odznaczony Krzyżem Walecznych.